# بيرسي سميث (لاعب كرة قدم)
بيرسي سميث (بالإنجليزية: Percy Smith)‏ (1 يناير 1880 في المملكة المتحدة - 18 أبريل 1959 بواتفورد في المملكة المتحدة) هو مدرب كرة قدم ولاعب كرة قدم بريطاني (وحمل سابقاً جنسية المملكة المتحدة لبريطانيا العظمى وأيرلندا) في مركز نصف الجناح. لعب مع بريستون نورث إيند وبلاكبيرن روفرز ونادي بارو وHinckley Town F.C. ‏ وهنكلي يونايتد ‏ وفليتوود تاون.

## وصلات خارجية
- بيرسي سميث على موقع قاعدة بيانات كرة القدم.إي يو (الإنجليزية)
- بيرسي سميث على موقع Soccerbase.com (مدرب) (الإنجليزية)